# Marc Anneu Mela
Marc Anneu Mela (en llatí Marcus Anneus Mela, el seu prenom ha estat citat també com Luci, i el seu cognom també pot escriure's Mel·la) va ser el fill més jove de Marc Anneu Sèneca el retòric i d'Hèlvia, i germà de Luci Sèneca i de Gal·lió. Va néixer a Corduba (l'actual Còrdova) i va arribar a rang senatorial però sempre va preferir el nom i drets dels equites.
Va estudiar retòrica am èxit, però va deixar els mèrits i la política als seus germans durant el regnat de Neró i va viure privadament. La seva primera ocupació va ser la d'administrador de les terres i les finques del seu pare a Hispània. Per mitjà del seu germà, influent amb Neró, va rebre també el nomenament de procurador de les terres de l'estat. Es va casar amb Acília, filla de Acili Lucà de Corduba, un advocat provincial de cert renom. Amb Acília va tenir almenys un fill, el famós Lucà, l'any 40. Quan Lucà va morir Mela va reclamar les seves propietat, cosa a la que s'hi va oposar Fani Romà, un amic íntim del seu fill. A les propietats del difunt hi havia algunes cartes que demostraven el coneixement de Mela de la conspiració de Pisó, i Romà les va descobrir, encara que segurament van ser falsificades. Neró com que era avariciós i Mela ric, el va convidar a suïcidar-se l'any 66. Per salvar part de la fortuna, Mela va donar moltes possessions al seu amic Tigel·lí i al seu gendre Cossutià Capitó, però els codicils van ser declarats espuris i les possessions donades també van ser incorporades a la confiscació imperial.